# تپه پیرحیاتی سفلی
تپه پیرحیاتی سفلی مربوط به مس و سنگ- عصر آهن است و در شهرستان کرمانشاه، بخش ماهیدشت، دهستان ماهیدشت، ۱/۵ کیلومتری جنوب روستای بندرآباد واقع شده و این اثر در تاریخ ۷ اسفند ۱۳۸۶ با شمارهٔ ثبت ۲۱۷۱۹ به‌عنوان یکی از آثار ملی ایران به ثبت رسیده است.